# Мартос (річка)
Мартос — річка в Україні у Тячівському районі Закарпатської області. Права притока річки Тиси (басейн Дунаю).

## Опис
Довжина річки приблизно 9,21 км, найкоротша відстань між витоком і гирлом — 6,90  км, коефіцієнт звивистості річки — 1,33 . Формується багатьма струмками.

## Розташування
Бере початок на північно-західній стороні від села Лази. Тече переважно на південний захід понад горою Магестат (390,2 м), через село Тячівку та через північно-західну частину міста Тячів і впадає у річку Тису, ліву притоку річки Дунаю.
У Словнику гідронімів України вказана як права притока Тячівця.

## Цікаві факти
- У місті Тячів річку перетинає автошлях Н09[2] (автомобільний шлях національного значення на території України. Проходить територією Закарпатської, Івано-Франківської та Львівської областей.).